# Shyla Stylez
Shyla Stylez, pseudonimo di Amanda Hardy Friedland (Armstrong, 23 settembre 1982 – Los Angeles, 9 novembre 2017), è stata un'attrice pornografica canadese.

## Biografia
Dopo le scuole superiori, Shyla si trasferisce a Vancouver, dove inizia a lavorare come spogliarellista e a posare per servizi di nudo. Nell'agosto 2000 si trasferisce a Los Angeles, dove inizia a lavorare per la Anabolic Productions. Nel giugno 2002 ricompare coi capelli biondi, dopo essersi sottoposta a un intervento di chirurgia estetica ai seni. La Stylez lavora per la Jill Kelly Productions dal 2002 al 2005 fino al fallimento della società.
Recita in un film non pornografico interpretando, sotto lo pseudonimo di Amanda Auclair, l'archeologa Dana in Alabama Jones and the Busty Crusade. Dopo un'interruzione di un paio d'anni, Shyla ricomincia a realizzare film. 
Nel 2006 viene coinvolta in uno scandalo con l'ex assistente sceriffo della Orange County, George Jaramillo, quando si scoprono diversi incontri di natura sessuale tra lei e il funzionario di polizia.
Nel 2008 viene candidata agli AVN Award come miglior attrice non protagonista e miglior interpretazione per My Plaything: Shyla Stylez and Pirates II. Due anni più tardi, la rivista Maxime la classifica tra le migliori 12 pornostar femminili.
Nel 2016 viene inserita nella Hall of Fame dagli AVN Awards , la lista onorifica stilata e sponsorizzata dalla rivista AVN che raccoglie tutti i personaggi che hanno contribuito alla nascita e alla crescita dell'industria dell'intrattenimento per adulti.

### Morte
Il 9 novembre 2017 muore all'età di 35 anni  nel sonno durante una breve permanenza a casa della madre a Los Angeles. Le cause della morte non vengono divulgate.

## Vita privata
Il 23 ottobre 2002 sposò l'amministratore delegato della Jill Kelly Productions, Bob Friedland, da cui divorzierà nel 2003.

## Filmografia

### Filmografia pornografica
- Beverly Hills 9021-ho 2 (Celestial, 2001)
- Black Bastard 1 (Anabolic Video, 2001)
- Lewd Conduct 12 (Diabolic Video, 2001)
- Nasty Nymphos 33 (Anabolic Video, 2001)
- Perverted POV 3 (Diabolic Video, 2001)
- 2 on 1 11 (Diabolic Video, 2002)
- 2 on 1 12 (Diabolic Video, 2002)
- American Girls 2 (Sin City, 2002)
- Anal Addicts 10 (Northstar Associates, 2002)
- Ass Worship 2 (Evil Angel, 2002)
- Balls Deep 4 (Anabolic Video, 2002)
- Balls Deep 5 (Anabolic Video, 2002)
- Black and White Passion 2 (West Coast Productions, 2002)
- Blonde Jokes (Vivid, 2002)
- Body Talk (New Sensations, 2002)
- Bring 'um Young 12 (Anabolic Video, 2002)
- Buffy Malibu's Nasty Girls 28 (Anabolic Video, 2002)
- Can't Stop Me (Jill Kelly Productions, 2002)
- Damned (Sin City, 2002)
- Deep Throat This 6 (New Sensations, 2002)
- Down the Hatch 8 (Diabolic Video, 2002)
- Dumb Blonde (Vivid, 2002)
- Enigma (VCA, 2002)
- Fashionistas 1 (Evil Angel, 2002)
- Feeding Frenzy 1 (Evil Angel, 2002)
- Flesh Hunter 2 (Jules Jordan Video, 2002)
- Fool for Love (Jill Kelly Productions, 2002)
- Friends And Lovers (Jill Kelly Productions, 2002)
- Gangbang Auditions 8 (Diabolic Video, 2002)
- Gangbang Girl 34 (Anabolic Video, 2002)
- Graced (Jill Kelly Productions, 2002)
- Heat (Wicked Pictures, 2002)
- High Society 1: The Making of a Sex Star (Blue Horizon, 2002)
- Initiations 9 (Anabolic Video, 2002)
- Julian's Seductions 1 (New Sensations, 2002)
- Killer Sex (Jill Kelly Productions, 2002)
- Lex The Impaler 2 (Evil Angel, 2002)
- Little Lace Panties 1 (New Sensations, 2002)
- Love Untamed (Jill Kelly Productions, 2002)
- My Dreams Of Shay (Dreamland Video, 2002)
- My Perfect 10's Again (Jill Kelly Productions, 2002)
- Naked Eye (New Sensations, 2002)
- Naked Volleyball Girls (Simon Wolf, 2002)
- Naughty College School Girls 24 (New Sensations, 2002)
- Naughty Nurses Contest (Hot Body Video Magazine, 2002)
- North Pole 31 (New Sensations, 2002)
- Oral Adventures of Craven Moorehead 15 (Celestial, 2002)
- Oral Consumption 5 (Anabolic Video, 2002)
- Passion Designer (J.K. Distribution, 2002)
- Perfect Pink 13: On The Wildside (Jill Kelly Productions, 2002)
- Playgirl's Strip Search (Bizarre Video, 2002)
- Psychosis (Jill Kelly Productions, 2002)
- Reflections (Jill Kelly Productions, 2002)
- Screaming Orgasms 6 (New Sensations, 2002)
- Service Animals 8 (Evil Angel, 2002)
- Sex Addicts 1 (Dane Productions, 2002)
- Sex Offenders 1 (Dane Productions, 2002)
- Snoop Dogg's Hustlaz: Diary of a Pimp (Hustler Video, 2002)
- Sweet Cheeks 1 (Anabolic Video, 2002)
- There's Something About Jack 22 (West Coast Productions, 2002)
- Un-natural Sex 7 (Diabolic Video, 2002)
- Unbelievable Sex 1 (Jill Kelly Productions, 2002)
- Up Your Ass 19 (Anabolic Video, 2002)
- When The Boyz Are Away The Girlz Will Play 7 (Jill Kelly Productions, 2002)
- When The Boyz Are Away The Girlz Will Play 8 (Jill Kelly Productions, 2002)
- When The Boyz Are Away The Girlz Will Play 9 (Jill Kelly Productions, 2002)
- Wicked Auditions 1 (Wicked Pictures, 2002)
- Wild Women 4 (Hot Body Video Magazine, 2002)
- Young As They Cum 6 (New Sensations, 2002)
- 100% Blowjobs 18 (Jill Kelly Productions, 2003)
- 100% Blowjobs 20 (Jill Kelly Productions, 2003)
- 100% Blowjobs 21 (Jill Kelly Productions, 2003)
- 100% Interracial 1 (Jill Kelly Productions, 2003)
- All Anal 1 (Jill Kelly Productions, 2003)
- Desperately Seeking Tyler (Jill Kelly Productions, 2003)
- Legends of Sex (Simon Wolf, 2003)
- Maximum Thrust 1 (New Sensations, 2003)
- Princess (Jill Kelly Productions, 2003)
- When The Boyz Are Away The Girlz Will Play 10 (Jill Kelly Productions, 2003)
- 100% Blowjobs 23 (Jill Kelly Productions, 2004)
- 100% Blowjobs 24 (Jill Kelly Productions, 2004)
- 100% Blowjobs 25 (Jill Kelly Productions, 2004)
- 100% Blowjobs 26 (Jill Kelly Productions, 2004)
- 100% Blowjobs 27 (Jill Kelly Productions, 2004)
- 100% Foursomes 2 (Jill Kelly Productions, 2004)
- 100% Interracial 4 (Jill Kelly Productions, 2004)
- Can Buy Me Love (Jill Kelly Productions, 2004)
- Clam Bake (Vivid, 2004)
- Cum Sucking Whore Named Shyla (Anabolic Video, 2004)
- Jenna Loves Threesomes (Jill Kelly Productions, 2004)
- Love Those Curves (Jill Kelly Productions, 2004)
- Stormy and Her Horny Friends (Vivid, 2004)
- Summer Hummer (Vivid, 2004)
- Take That Deep Throat This 1 (Northstar Associates, 2004)
- Best Butts in the Biz (Jill Kelly Productions, 2005)
- Bigger Is Better: Monster Cocks (Mile High Xtreme, 2005)
- Boy Toys (Jill Kelly Productions, 2005)
- Hardcore Confidential 1 (Mile High, 2005)
- Hostess With The Moistest (Filth Factory, 2005)
- Lesbian Lovers (twistysnetwork.com, 2005)
- Ride Dat Black Pole (West Coast Productions, 2005)
- Snatch Sandwich: Everyman's Favorite Snack (No Limits Productions, 2005)
- Top Ten Hottest Women (Jill Kelly Productions, 2005)
- Anally Yours Love Shyla Stylez (Hustler Video, 2006)
- Are You Man Enough For The Two Of Us (Mile High, 2006)
- Ass Addiction 1 (Digital Playground, 2006)
- Ass Worship 9 (Jules Jordan Video, 2006)
- Contract Killers (Platinum Blue Productions, 2006)
- Coochie Crew (realitykings.com, 2006)
- Double D's and Derrieres 1 (Gina Lynn Productions, 2006)
- Evilution 2 (Evil Angel, 2006)
- Fantasy All-Stars 3 (Digital Sin, 2006)
- Girlvana 2 (Zero Tolerance, 2006)
- Housewife 1 on 1 880 (naughtyamerica.com, 2006)
- Jack's POV 5 (Digital Playground, 2006)
- Lady Scarface (Adam & Eve, 2006)
- My Plaything: Shyla Stylez (Digital Sin, 2006)
- Naughty Office 5 (Pure Play Media, 2006)
- Naughty Office 712 (naughtyamerica.com, 2006)
- Not So Shyla (realitykings.com, 2006)
- Payback... (Brazzers Network, 2006)
- Pet-Ho (Kelly Madison Networks, 2006)
- Rubbin The Monkey (realitykings.com, 2006)
- Sexy Lady (Jill Kelly Productions, 2006)
- Sharing My Wife: Shyla (sharingmywife.com, 2006)
- Shyla Gets Her Ass Waxed Today (allrealitypass.com, 2006)
- Shyla Stylez (Brazzers Network, 2006)
- Slut Collector (Evil Angel, 2006)
- Taboo: Love Hurts (Hustler Video, 2006)
- This Butt's 4 U 1 (Jules Jordan Video, 2006)
- Xmas Hoe (Brazzers Network, 2006)
- 2 Good 2 Be True (Brazzers Network, 2007)
- A List 2 (Hustler Video, 2007)
- A2M 12 (Anabolic Video, 2007)
- All Ditz and Jumbo Tits 3 (Juicy Entertainment, 2007)
- Anal Stylez (Brazzers Network, 2007)
- Back For More... (Brazzers Network, 2007)
- Big Tit Ass Stretchers 5 (Robert Hill Releasing, 2007)
- Big Wet Asses 12Elegant Angel, 2007)
- Big Wet Tits 5 (Elegant Angel, 2007)
- Change Is Good (Brazzers Network, 2007)
- Come From Behind (Brazzers Network, 2007)
- Coming Home (Wicked Pictures, 2007)
- Crack Addict 7 (3rd Degree, 2007)
- Cum Buckets 7 (Elegant Angel, 2007)
- Diary of a Nanny 1494 (naughtyamerica.com, 2007)
- Dicktating (realitykings.com, 2007)
- Dirty Divas (Penthouse, 2007)
- Double Vision 1 (Jules Jordan Video, 2007)
- Erik Everhard Fucks Them All (Digital Sin, 2007)
- Fetish Dolls (Adam & Eve, 2007)
- Fishnets 6 (Zero Tolerance, 2007)
- Fucked on Sight 1 (Evil Angel, 2007)
- Girls Will Be Girls 1 (Diabolic Video, 2007)
- Good Deal (Brazzers Network, 2007)
- Great Big Tits 3 (Venom Digital Media, 2007)
- Halloween Party (Brazzers Network, 2007)
- Hellfire Sex 9 (JM Productions, 2007)
- Housewife 1 on 1 6 (Pure Play Media, 2007)
- In Stylez (twistysnetwork.com, 2007)
- Jack's Big Tit Show 4 (Digital Playground, 2007)
- Juggernauts 8 (Mayhem, 2007)
- Kill Jill 2 (Hustler Video, 2007)
- L.A. Tits (Sin City, 2007)
- Mr Big Gets Lucky Today With Two Hotties (allrealitypass.com, 2007)
- Mr. Big Dicks Hot Chicks 1 (Sudden Impact, 2007)
- My First Sex Teacher 12 (Pure Play Media, 2007)
- My First Sex Teacher 1648 (naughtyamerica.com, 2007)
- Neighbor Affair 4 (Pure Play Media, 2007)
- Neighbor Affair 800 (naughtyamerica.com, 2007)
- Nothing Shy about Shyla (bangbrosnetwork.com, 2007)
- One on One (Brazzers Network, 2007)
- Pink Paradise 3 (Sin City, 2007)
- Ready Wet Go 4 (3rd Degree, 2007)
- Searching For Shyla (Brazzers Network, 2007)
- Shyla Stylez (blowpass.com, 2007)
- Sodom 3 (Sin City, 2007)
- Strange Dreams (Penthouse, 2007)
- Struggle And Cum 2 (BD Video, 2007)
- Styling in Public (Brazzers Network, 2007)
- Taboo 23 (Metro, 2007)
- Teaching Stylez (Brazzers Network, 2007)
- Thanks For The Mammories 3 (Juicy Entertainment, 2007)
- Tough Choice (Brazzers Network, 2007)
- Trouble With Girls (Digital Sin, 2007)
- Trust Justice 1 (Voodoo House, 2007)
- Ultimate Dream Team (Brazzers Network, 2007)
- Young Pornstar Shyla Stylez Loves to Suck and Fuck (Brazzers Network, 2007)
- Accidental Hooker  (Wicked Pictures, 2008)
- All About Me 2 (Diabolic Video, 2008)
- Anabolic Superstars  (Anabolic Video, 2008)
- Anal Cavity Search 4 (Jules Jordan Video, 2008)
- Anal Prostitutes On Video 5 (Jules Jordan Video, 2008)
- Angel In The City Of Angels (Pure XXX Films, 2008)
- Apple Bottomz 5 (Zero Tolerance, 2008)
- Apprentass 8 (Zero Tolerance, 2008)
- Best Man Performs His Duties (Brazzers Network, 2008)
- Big Boob Orgy 1 (3rd Degree, 2008)
- Big Dick Appetite (Brazzers Network, 2008)
- Big Loves 3 (3rd Degree, 2008)
- Big Sloppy Asses  (JM Productions, 2008)
- Big Tits at School 1 (Brazzers, 2008)
- Big Tits at Work 1 (Brazzers, 2008)
- Big Tits Nice Ass Blonde Fucked (pornprosnetwork.com, 2008)
- Big Wet Tits 6 (Elegant Angel, 2008)
- Big Wet Tits 7 (Elegant Angel, 2008)
- Black Owned 3 (Jules Jordan Video, 2008)
- Blonde Bombshell  (818 XXX, 2008)
- Blonde Feature Model Dildo Masturbating (megasitepass.com, 2008)
- Brazzers Bachelor Game (Brazzers Network, 2008)
- Busty 'n' Wet (Score, 2008)
- Busty Beauties: Mammary Lane (Hustler Video, 2008)
- Butt Frisk (Brazzers Network, 2008)
- Butt Licking Anal Whores 10 (JM Productions, 2008)
- Corporate Favors (realitykings.com, 2008)
- Cum Buckets 8 (Elegant Angel, 2008)
- Curvy Girls 1 (Elegant Angel, 2008)
- Deepthroat Love (pornprosnetwork.com, 2008)
- Diggin in the Gapes 2 (Vouyer Media, 2008)
- Double D Dribble (Brazzers Network, 2008)
- Double Decker Sandwich 12 (Zero Tolerance, 2008)
- Everybody Loves Big Boobies 4 (Adam & Eve, 2008)
- Fallen (Wicked Pictures, 2008)
- Flexible Positions (JM Productions, 2008)
- Flexible Positions: Shyla Stylez (pornprosnetwork.com, 2008)
- Flying Solo 1 (Zero Tolerance, 2008)
- Full Streams Ahead 1 (Jules Jordan Video, 2008)
- Funbag Fuckers (Score, 2008)
- Hand to Mouth 7 (3rd Degree, 2008)
- Helpless (Bon Vue Enterprises, 2008)
- How The Grinch Fucked Xmas (Brazzers Network, 2008)
- Huge Chested Blonde Fucking Coffee Guy (megasitepass.com, 2008)
- I Love Girls Doin Girls (New Sensations, 2008)
- In Play (twistysnetwork.com, 2008)
- In Thru the Back Door 5 (Vouyer Media, 2008)
- In Thru the Backdoor 2 (Pure Play Media, 2008)
- Internal Damnation 2 (Jules Jordan Video, 2008)
- It's a Secretary Thing 1 (Elegant Angel, 2008)
- Jack's POV 12 (Digital Playground, 2008)
- Jules Jordan's Ass Stretchers POV 1 (Jules Jordan Video, 2008)
- Just Peeping... (Brazzers Network, 2008)
- Learning Curves (realitykings.com, 2008)
- Lex On Blondes 5 (Mercenary Pictures, 2008)
- Lex The Impaler 3 (Jules Jordan Video, 2008)
- Load Warriors 1 (Evil Angel, 2008)
- Magical Feet 1 (Bang Productions, 2008)
- Massive Boobs  (Elegant Angel, 2008)
- Mind Fley (Northstar Associates, 2008)
- Mr. Big Dicks Hot Chicks 2 (Sudden Impact, 2008)
- My Space 5 (Sinsation Pictures, 2008)
- My Wife's Hot Friend 1 (Pure Play Media, 2008)
- My Wife's Hot Friend 3001 (naughtyamerica.com, 2008)
- Naughty Athletics 2259 (naughtyamerica.com, 2008)
- Ooh Shyla Baby (bangbrosnetwork.com, 2008)
- Pirates II: Stagnetti's Revenge (Digital Playground, 2008)
- Porn Featured Star Shyla Stylez Wears Pearl Necklace (megasitepass.com, 2008)
- Pornstars Like It Big 1 (Brazzers, 2008)
- Pornstars Like It Big 3 (Brazzers, 2008)
- Pretty As They Cum 1 (Jules Jordan Video, 2008)
- Puss In Boots (realitykings.com, 2008)
- Pussy Foot'n 18 (Northstar Associates, 2008)
- Quantum Of Sluts (Brazzers Network, 2008)
- Rambina (Brazzers Network, 2008)
- Real Female Orgasms 9 (Elegant Angel, 2008)
- Real Wife Stories 1 (Brazzers, 2008)
- Reunion Swapping (Brazzers Network, 2008)
- Se7en Deadly Sins (Wicked Pictures, 2008)
- Sex Inferno (Wicked Pictures, 2008)
- Shyla Got Stylez (Brazzers Network, 2008)
- Shyla Stylez Fist Full of Cock (bangbrosnetwork.com, 2008)
- Shylas Majical Feet (bangbrosnetwork.com, 2008)
- Sleeping Booty (II) (Wicked Pictures, 2008)
- Sodom 4 (Sin City, 2008)
- That Was A Big Fucking Load (bangbrosnetwork.com, 2008)
- This Is Way More Fun Than We Deserve (twistysnetwork.com, 2008)
- Thrust (Hustler Video, 2008)
- Titty Bangers 2 (K-Beech Video, 2008)
- Wet Dreams Cum True 6 (Zero Tolerance, 2008)
- White Booty Worship 1 (Elegant Angel, 2008)
- All Night at the DDD Diner (Penthouse, 2009)
- Anal Beach Buns 2 (Evil Angel, 2009)
- Anal Integrity (Jules Jordan Video, 2009)
- Anal Reservation (The Score Group, 2009)
- Asscar (Wicked Pictures, 2009)
- Big Bodacious Knockers 7 (Lethal Hardcore, 2009)
- Big Butts Like It Big 2 (Brazzers, 2009)
- Big Tit Cream Pie 2 (Bang Productions, 2009)
- Big Tits at Work 8 (Brazzers, 2009)
- Big Tits Boss 7 (Pulse Distribution, 2009)
- Big Tits Like Big Dicks 1 (Pulse Distribution, 2009)
- Big Wet Butts 1 (Brazzers, 2009)
- Black Listed 1 (Vince Vouyer Unleashed, 2009)
- Black Where You Belong (Evil Angel, 2009)
- Bleached To The Bone 2 (3rd Degree, 2009)
- Bombshell Bottoms 5 (Vouyer Media, 2009)
- Born 2 Porn 2 (Pure Play Media, 2009)
- Breast Seller 5 (3rd Degree, 2009)
- Breast Worship 2 (Jules Jordan Video, 2009)
- Busty Cops On Patrol  (Elegant Angel, 2009)
- Busty Solos 3 (Pure Play Media, 2009)
- Butthole Bitches (Pink Kitty, 2009)
- C'Mon Baby Light My Fire (Brazzers Network, 2009)
- Closing Time At Twisty's Treats (twistysnetwork.com, 2009)
- Cock Wow (Video Team, 2009)
- Cougar and a Cub (Mile High, 2009)
- Cum Buckets 9 (Elegant Angel, 2009)
- Cumshots 11 (Anabolic Video, 2009)
- Diesel Dongs 7 (Bang Productions, 2009)
- Diggin in the Gapes 4 (Vouyer Media, 2009)
- Dirty Blondes (3rd Degree, 2009)
- Do Me Right 2 (Juicy Entertainment, 2009)
- Five (Adam & Eve, 2009)
- From Nerd To Rockstar (Brazzers Network, 2009)
- Gloryhole Confessions 3 (Lethal Hardcore, 2009)
- Good, The Bad and The Slutty (Brazzers Network, 2009)
- Got An Itch for Some Hot Scratch (Brazzers Network, 2009)
- He's Got a Ticket To Ride... (Brazzers Network, 2009)
- Hedonistic Lust (Wicked Pictures, 2009)
- Hillary Loves Jenna (Sex Z Pictures, 2009)
- Hot n Sexy (Anabolic Video, 2009)
- I Need a Lesbian's Opinion (Brazzers Network, 2009)
- I Need A Prick Me Up (Brazzers Network, 2009)
- Internal Cumbustion 15 (Zero Tolerance, 2009)
- Intimate Touch 1 (Metro, 2009)
- It's a Secretary Thing 2 (Elegant Angel, 2009)
- Jack's Big Ass Show 9 (Digital Playground, 2009)
- Just Tease 1 (Elegant Angel, 2009)
- Keiran Goes All In (Brazzers Network, 2009)
- King Dong 1 (Muffia, 2009)
- Let Me Kiss It To Make It Better (Brazzers Network, 2009)
- Lexington Loves Huge White Tits (Mercenary Pictures, 2009)
- Lucky Lesbians 4 (Pure Play Media, 2009)
- Meet The Fuckers 9 (Zero Tolerance, 2009)
- Monster Curves 5 (Pulse Distribution, 2009)
- Move Get Out The Way (Brazzers Network, 2009)
- Muff Buffer (Brazzers Network, 2009)
- My Sister's Hot Friend 17 (Pure Play Media, 2009)
- My Sister's Hot Friend 3760 (naughtyamerica.com, 2009)
- My Wife's Hot Friend 5682 (naughtyamerica.com, 2009)
- Naughty Country Girls 4999 (naughtyamerica.com, 2009)
- Naughty Office 5774 (naughtyamerica.com, 2009)
- New Meat In Jail (Brazzers Network, 2009)
- Nightcap With Shyla (Brazzers Network, 2009)
- No Man's Land 45 (Video Team, 2009)
- No Work All Play (Brazzers Network, 2009)
- Not Airplane XXX: Flight Attendants (Adam & Eve, 2009)
- Not Airplane XXX: Flight Attendants (new) (Adam & Eve, 2009)
- Not Airplane XXX: Flight Attendants (new) (new) (Adam & Eve, 2009)
- Nurses 1 (Digital Playground, 2009)
- Nut Busters (Muffia Network, 2009)
- Nutbusters (Muffia, 2009)
- Office Perverts 1 (Mile High, 2009)
- Oil Spills 2 (Diabolic Video, 2009)
- Operation: Tropical Stormy (Wicked Pictures, 2009)
- Oralfice (Brazzers Network, 2009)
- Performers of the Year 2009 (Elegant Angel, 2009)
- Pleasing The Pole (Muffia Network, 2009)
- Pornstar Workout 2 (Elegant Angel, 2009)
- Pornstars Like It Big 7 (Brazzers, 2009)
- Predator 3 (Wicked Pictures, 2009)
- Rack It Up 3 (Diabolic Video, 2009)
- Ready Wet Go 6 (3rd Degree, 2009)
- Registered Nurse 2 (Smash Pictures, 2009)
- Self Love At The Sex Shoppe (twistysnetwork.com, 2009)
- Shyla Is Not Shy (bangbrosnetwork.com, 2009)
- Shyla Stylez 2 (blowpass.com, 2009)
- Stormtroopers 1 (Bluebird Films, 2009)
- Swimsuit Calendar Girls 2 (Elegant Angel, 2009)
- Threesome With Shyla Stylez (breeolson.com, 2009)
- Tiger Tamer (Mercenary Pictures, 2009)
- Titlicious 1 (Digital Playground, 2009)
- Top Guns 9 (Mercenary Pictures, 2009)
- Watch Your Back 4 (Diabolic Video, 2009)
- White Mommas 1 (Elegant Angel, 2009)
- 2 Ways To Taylor (Low Art, 2010)
- All-Time Best Angels 3 (Elegant Angel, 2010)
- American Bad Asses (3rd Degree, 2010)
- Asa Visits London (Low Art, 2010)
- Ass Parade 25 (Bang Productions, 2010)
- Baby's Got Rack (Hustler Video, 2010)
- Best of Big Butts 4 (Pure Play Media, 2010)
- Big Boob Carwash 1 (Smash Pictures, 2010)
- Big Butts Like It Big 6 (Brazzers, 2010)
- Big Tit Christmas 1 (Brazzers, 2010)
- Big Tits in Sports 5 (Brazzers, 2010)
- Big Tits in Uniform 1 (Brazzers, 2010)
- Big Tits Tight Slits (Powersville, 2010)
- Big Tits Warm Mouth (pornprosnetwork.com, 2010)
- Blonde and Busty (II) (New Sensations, 2010)
- Booby Patrol (Tom Byron Pictures, 2010)
- Boom Boom Flick 3 (Justin Slayer International, 2010)
- Bra Busters 1 (Jules Jordan Video, 2010)
- Brazzers Live 5: Ultimate Surrender (Brazzers Network, 2010)
- Busty Beauties: The A List 3 (Hustler Video, 2010)
- Busty House Calls (Wicked Pictures, 2010)
- Busty Lifeguards (Elegant Angel, 2010)
- Busty Ones (Twistys, 2010)
- Colon Therapy (Freaky Empire, 2010)
- Come Together (Diabolic Video, 2010)
- DD Doctors (Tom Byron Pictures, 2010)
- Deep Anal Drilling 1 (Jules Jordan Video, 2010)
- Deviance 2 (Adam & Eve, 2010)
- Diesel Dongs 13 (Bang Productions, 2010)
- Dildo Wars (VNA Network, 2010)
- Dirty Car Sales-Woman (Brazzers Network, 2010)
- Flynt Vault 1 (Hustler Video, 2010)
- Flynt Vault: Classic Superstars (Hustler Video, 2010)
- Free Ass Ride (Brazzers Network, 2010)
- Fuck Myself 2 (Low Art, 2010)
- Fuck The Brits I'll Fuck Your Irish Ass (Brazzers Network, 2010)
- Fucking Is Shyla Stylez's #1 Hobby (bangbrosnetwork.com, 2010)
- Fucking Shyla's Ass (cherrypimps.com, 2010)
- Getting Approval (twistysnetwork.com, 2010)
- Hooked (Wicked) (Wicked Pictures, 2010)
- Hosed (Wicked Pictures, 2010)
- Hypnotic Set Of Tits On Shyla Stylez (megasitepass.com, 2010)
- I Deserve What's Mine (Brazzers Network, 2010)
- Indulgence 1 (Abigail Productions, 2010)
- Intense Asshole Treatment (Brazzers Network, 2010)
- Intimate Surrender (Brazzers Network, 2010)
- It's A Pornography Store She Is Buying Porno (twistysnetwork.com, 2010)
- Jim Powers' MILF Fantasies (JM Productions, 2010)
- Lesbian Fantasies 2 (Abigail Productions, 2010)
- Letter A Is For Asshole (Jules Jordan Video, 2010)
- Live Naughty Nurse 9709 (naughtyamerica.com, 2010)
- Live Naughty Teacher 9723 (naughtyamerica.com, 2010)
- Memphis and Shyla (blowpass.com, 2010)
- MILF Face (Powersville, 2010)
- MILFs In Bondage 3: My Favorite MILF (Bondage By Request, 2010)
- Military Penis Police (Brazzers Network, 2010)
- My Wife's Hot Friend 7 (Pure Play Media, 2010)
- My Wife's Hot Friend 8637 (naughtyamerica.com, 2010)
- Naughty Country Girls 2 (Pure Play Media, 2010)
- New Celluloid Trash 2 (Low Art, 2010)
- Perfect Secretary: Training Day (Adam & Eve, 2010)
- Pound the Round POV 5 (New Sensations, 2010)
- Pretty Filthy 2 (Abigail Productions, 2010)
- Rico The Destroyer 2 (Jules Jordan Video, 2010)
- Security Sluts (Brazzers Network, 2010)
- Shyla Styles Shines (realitygang.com, 2010)
- Shyla Stylez (Naughty America, 2010)
- Shyla Stylez Massive Tits In Shower (megasitepass.com, 2010)
- Shyla Stylez On A Mission (bangbrosnetwork.com, 2010)
- Shyla Stylez the Goddess (bangbrosnetwork.com, 2010)
- Shyla Stylez's Special Request (bangbrosnetwork.com, 2010)
- Shyla's DD Adventures (Puba.com, 2010)
- Smart Asses (Wicked Pictures, 2010)
- Speed (Wicked Pictures, 2010)
- Star Power (3rd Degree, 2010)
- Sticky Wet Dykes (Lesbian Cinema, 2010)
- Style to Spare (twistysnetwork.com, 2010)
- Tanning Their Tits (realitygang.com, 2010)
- Touch Me Tease Me (Playgirl, 2010)
- Woman's Touch 2 (Abigail Productions, 2010)
- 3's Company (Zero Tolerance, 2011)
- Adam and Eve's Guide to Bondage (Adam & Eve, 2011)
- All About Shyla Stylez (Cal Vista, 2011)
- Alone Time - Superstar Solos (Hustler Video, 2011)
- Amy Fisher with Love (Dreamzone Production, 2011)
- Anal Queen (Brazzers Network, 2011)
- Assacrifice (Brazzers Network, 2011)
- Big Boob Addicts (3rd Degree, 2011)
- Big Bouncing Boobies (Exquisite, 2011)
- Big Tit Certified (Exquisite, 2011)
- Big Tits (3rd Degree, 2011)
- Big Tits in Uniform 3 (Brazzers, 2011)
- Blondes (3rd Degree, 2011)
- Blondes Behaving Badly (Twistys, 2011)
- Bounce 1 (Bluebird Films, 2011)
- Breast Fed 2 (Black Market Entertainment, 2011)
- Busty Blonde Gagger (pornprosnetwork.com, 2011)
- Busty Ones 2 (Twistys, 2011)
- Cover Girls (Vince Vouyer Unleashed, 2011)
- Deep Anal Probe (New Sensations, 2011)
- Dreamgirlz 3 (3rd Degree, 2011)
- Driven To Ecstasy 2 (Abigail Productions, 2011)
- Flynt Vault: Hustler Loves Blondes (Hustler Video, 2011)
- Go Big Or Go Home 2 (Zero Tolerance, 2011)
- Hidden Slut (Brazzers Network, 2011)
- I Am Asa Akira (Pornstar Empire, 2011)
- I Am Jayden (Porn Star Empire, 2011)
- I Am London (Porn Star Empire, 2011)
- Interracial Booty 1 (Elegant Angel, 2011)
- Intimate Things (Zero Tolerance, 2011)
- Justice League Of Pornstar Heroes (Exquisite, 2011)
- Legendary Angels (Adam & Eve, 2011)
- Lesbian Love (II) (Anabolic Video, 2011)
- Lesbian Spotlight: Bridget B. (Abigail Productions, 2011)
- Lesbian Spotlight: Jayden Jaymes (Abigail Productions, 2011)
- Lesbian Spotlight: Shyla Stylez (Abigail Productions, 2011)
- Love and Lust 2 (Puba.com, 2011)
- Lust Lovers 2 (Low Art, 2011)
- Masturbation Nation 11 (Tom Byron Pictures, 2011)
- Men in Uniform Love Big Tits (3rd Degree, 2011)
- MILFs Like It Big 10 (Brazzers, 2011)
- Moms a Cheater 14 (Incredible Digital, 2011)
- My First Sex Teacher 13173 (naughtyamerica.com, 2011)
- Not Pan Am XXX (Digital Sin, 2011)
- Pornstars Punishment 3 (Brazzers, 2011)
- Psycho Bitch: The Last Fucking Confrontation (Brazzers Network, 2011)
- Sexy Big Boob Girls (Incredible Digital, 2011)
- Shyla Stylez Gives A Kick Ass POV Blowjob (megasitepass.com, 2011)
- Shyla Stylez Superstar (Hustler Video, 2011)
- Solo Shyla (cherrypimps.com, 2011)
- Solo Sweethearts 2 (Tom Byron Pictures, 2011)
- Sophie Dee's Pussy Adventures (Pulse Pictures, 2011)
- Square In The Ass (Brazzers Network, 2011)
- Superstars of Porn 1 (Pornstar Empire, 2011)
- Toys in Her Box (Penthouse, 2011)
- Vice City Porn 3 (Justin Slayer Productions, 2011)
- Vip Crew 1 (Jules Jordan Video, 2011)
- Wealth and Deception (FyreTV, 2011)
- Wicked Digital Magazine 4 (Wicked Pictures, 2011)
- Wicked Tits (Wicked Pictures, 2011)
- 1 Girl 1 Camera (Porn Star Empire, 2012)
- 25 Sexiest Boobs Ever (Elegant Angel, 2012)
- Anal Champions of the World 1 (Jules Jordan Video, 2012)
- Bangin' the Biggins 2 (K-Beech Video, 2012)
- Banging Tits and Ass (3rd Degree, 2012)
- Big Bouncing Tits (Tom Byron Pictures, 2012)
- Big Butts Like It Big 9 (Brazzers, 2012)
- Big Wet Butts 7 (Brazzers, 2012)
- Big Wet Butts 8 (Brazzers, 2012)
- Booty Bombs (Zero Tolerance, 2012)
- Booty Duty (II) (Zero Tolerance, 2012)
- Cream Within A Dream (Brazzers Network, 2012)
- Creamy Center (Zero Tolerance, 2012)
- Crushing on Dr. Blue (Brazzers Network, 2012)
- Day In The Life Of Shyla Stylez (Brazzers Network, 2012)
- Doctor Adventures.com 12 (Brazzers, 2012)
- Doctor Adventures.com 14 (Brazzers, 2012)
- Ending the Year in Stylez (Brazzers Network, 2012)
- Fantastic Fan (Brazzers Network, 2012)
- Give Me Liberty or Give Me Anal (Brazzers Network, 2012)
- Happy Fuck-day (Brazzers Network, 2012)
- Hollywood Party Girls (Hustler Video, 2012)
- I Am Natasha Nice (Puba.com, 2012)
- Justice League Of Pornstar Heroes XXX: Animated Cartoon Edition (Exquisite, 2012)
- Lesbian Spotlight: Sophie Dee (Abigail Productions, 2012)
- MILF Slam 1 (Black Market Entertainment, 2012)
- My First Sex Teacher 26 (Pure Play Media, 2012)
- Nude Model (Brazzers Network, 2012)
- Occupy Orgies (Wicked Pictures, 2012)
- Porno Bombshell (Pornstar Empire, 2012)
- Pornstars Like It Big 13 (Brazzers, 2012)
- Sassy Ass (Wicked Pictures, 2012)
- She's A Brick House (Sex Line Sinema, 2012)
- Slammed (Porn Star Empire, 2012)
- Superstars of Porn 2 (Porn Star Empire, 2012)
- Totally Stacked 4 (Smash Pictures, 2012)
- Twisted Solos (Twistys, 2012)
- Working Girls (Evolution Erotica, 2012)
- World of Sexual Variations 4 (Adam & Eve, 2012)
- XXX-Mas Fun (Pornstar Empire, 2012)
- 10 Hardcore Quickies 8 (Mile High, 2013)
- Anal Attack (Aura Production, 2013)
- Anal Galore (Freaky Empire, 2013)
- Ass Angels 10 (Adam & Eve, 2013)
- Best Butt in the Biz (Wicked Pictures, 2013)
- Best of Girlvana (Zero Tolerance, 2013)
- Big Tits Tight Lips (Aura Production, 2013)
- Blondes Love It Black 5 (Black Market Entertainment, 2013)
- Greatest Tits (Pulse Distribution, 2013)
- Horny Professionals (Evolution Erotica, 2013)
- I'll Take It Up My Ass Please (Platinum X Pictures, 2013)
- Interracial Desire (Elegant Angel, 2013)
- Just The Three Of Us (Pounding Pink, 2013)
- Lick My Wet Pussy (Pounding Pink, 2013)
- Mother's Day 1 (Wicked Pictures, 2013)
- My First Sex Teacher 17159 (naughtyamerica.com, 2013)
- Occupy My Ass: MILF Anal Invasion (X Digital Media, 2013)
- Personal Favors (Brazzers Network, 2013)
- Pornstars Like It Big 16 (Brazzers, 2013)
- Pornstars Like It Big 17 (Brazzers, 2013)
- Prime Cuts: Double Decker Sandwich (Zero Tolerance, 2013)
- Size Does Matter 2 (Porn Pros, 2013)
- Slingin' Black Pipe (Pounding Pink, 2013)
- Sluts in the Office (Porn Star Empire, 2013)
- Sweet Mammaries (Vouyer Media, 2013)
- What A Rack 2 (Diabolic Video, 2013)
- Whitie Likes It Dark 1 (Pornstar Empire, 2013)
- ZZ Girlfriend Exchange (Brazzers Network, 2013)
- Anal Champions of the World 2 (Jules Jordan Video, 2014)
- Awesome Threesomes (Elegant Angel, 2014)
- Best of Everybody Loves Big Boobies (Adam & Eve, 2014)
- Big Butt 3 (3rd Degree, 2014)
- Blonde Anal Lust (Elegant Angel, 2014)
- Blonde Bombshells (Digital Playground, 2014)
- Blonde Slaves (purexxxfilms.com, 2014)
- Boob-A-Licious Babes 5 (Adam & Eve, 2014)
- Creampied (Zero Tolerance, 2014)
- Cum Get It (Girlfriends Films, 2014)
- Deep In The Pussy 2 (Pounding Pink, 2014)
- Filthy Office Sluts (Elegant Angel, 2014)
- Getting Slammed 2 (Pounding Pink, 2014)
- Girls of the Black Cock Club (Aura Production, 2014)
- Interracial Fantasy (Brazzers, 2014)
- Naughty Girls (Aura Production, 2014)
- POV All Stars (Digital Playground, 2014)
- Sexual Tension 2 (Pornstar Empire, 2014)
- Slammed 3 (Pornstar Empire, 2014)
- Threesome Addiction (Elegant Angel, 2014)
- Tongue Me Down 2 (Pounding Pink, 2014)
- 100% Pussy (Pounding Pink, 2015)
- Amazing Big Tits (Elegant Angel, 2015)
- Amazing Racks (Elegant Angel, 2015)
- Ass Fuck Me (Elegant Angel, 2015)
- Big Booty Threesomes (Elegant Angel, 2015)
- Black in Me (Elegant Angel, 2015)
- Busty Blonde Blowout (Hustler Video, 2015)
- Fuck Party (Aura Production, 2015)
- Give It To Me (Pounding Pink, 2015)
- Keiran Lee's 1000th: This Is Your ZZ Life (Brazzers Network, 2015)
- One Is Not Enough (Aura Production, 2015)
- Strictly Pussy 3 (Aura Productions, 2015)
- Working Sluts (Elegant Angel, 2015)
- Anal (II) (Hustler Video, 2016)
- Anal Experts (Elegant Angel, 2016)
- Black Snake Love (Elegant Angel, 2016)
- Breast Fed (Wicked Pictures, 2016)
- Getting Dirty 2 (Girlfriends Films, 2016)
- Goin' Black 2 (Aura Production, 2016)
- Hall of Famers 3 (Digital Playground, 2016)
- Hot For Blondes 1 (Elegant Angel, 2016)
- I Dream Of Pussy (Aura Production, 2016)
- Lesbian Life 2 (Aura Productions, 2016)
- Real Housewives 13 (British Milf Entertainment, 2016)
- Solo Sluts 2 (Aura Production, 2016)
- Tits Vs Asses (Digital Playground, 2016)
- Wall to Wall Smut 1 (Elegant Angel, 2016)
- Anal Is How She Likes It (3rd Degree, 2017)
- Anally Obsessed (Aura Production, 2017)
- Best Tits In The Biz (Wicked Pictures, 2017)
- Big Racks 8 (X Rated Films, 2017)
- Big Tit Blondes (Aura Production, 2017)
- Blonde Big Tit Brigade (Hustler Video, 2017)
- Breast Obsessed (Aura Production, 2017)
- Busty Cougars (Wicked Pictures, 2017)
- Cougar Crush 2 (Aura Production, 2017)
- Craving Anal 2 (Elegant Angel, 2017)
- Curvy 2 (Elegant Angel, 2017)
- Hot Orgasms 2 (Elegant Angel, 2017)
- I Love Your Big Tits 2 (Aura Production, 2017)
- Incredible Blondes 3 (Elegant Angel, 2017)
- Little Anal Cuties 4 (Climax Films, 2017)
- Sex Fantasies 2 (Aura Production, 2017)
- She's a Lesbian (Aura Production, 2017)
- Sweet Pussy 2 (Elegant Angel, 2017)
- Three Way Thrills 4 (Aura Production, 2017)
- Ultra Fine Pornstars (Elegant Angel, 2017)
- Blonde and Beautiful 2 (Elegant Angel, 2018)
- Busty Black Cock Sluts (Aura Production, 2018)
- Classic Sex Stars (Digital Sin, 2018)
- Hardcore Angels 2 (Elegant Angel, 2018)
- Hot For Blondes 2 (Elegant Angel, 2018)
- Interracial Threeways (Aura Production, 2018)
- Perfect Tits 2 (Elegant Angel, 2018)
- Stormy Daniels' Cum Before The Storm (Penthouse, 2018)
- Threesome Thrills 4 (Aura Production, 2018)
- Ultimate POV Collection (Digital Playground, 2018)
- Vivid's Lesbian Luau (Vivid, 2018)
- Anal Lust 4 (Elegant Angel, 2019)
- Big Tit Bikini Girls 3 (Elegant Angel, 2019)
- Dirty Romance 5 (Elegant Angel, 2019)
- Interracial Booty 3 (Elegant Angel, 2019)
- Neighbor Affair 25554 (naughtyamerica.com, 2019)
- Perfect Tits 4 (Elegant Angel, 2019)
- Total Creampies 3 (Zero Tolerance, 2019)
- Anal Is How She Likes It 3 (3rd Degree, 2020)
- Bad Busty MILFs (Intensity Films, 2020)
- Greedy Porn Stars (Desire Films, 2020)
- Total Girlvana (Zero Tolerance, 2020)
- Total Internal Cumbustion (Zero Tolerance, 2020)
- Naughty Country Girls 30781 (naughtyamerica.com, 2021)
- Stick It up Your Ass 1 (Devastation Films, 2021)

### Filmografia non pornografica
- Alabama Jones and the Busty Crusade, regia di Jim Wynorski - direct-to-video (2005)

## Riconoscimenti
- AVN Award
  - 2003 - Candidatura alla Best New Starlet
  - 2007 - Candidatura alla Best All-Girl Sex Scene, Video per Girlvana 2 (condiviso con Sammie Rhodes e Jenaveve Jolie)
  - 2008 - Candidatura alla Best Supporting Actress, Video per Coming Home
  - 2008 - Candidatura alla Best Interactive DVD per My Plaything: Shyla Stylez
  - 2009 - Candidatura alla Best Tease Performance per Curvy Girls
  - 2009 - Candidatura alla Best POV Sex Scene per Full Streams Ahead
  - 2009 - Candidatura alla Best Group Sex Scene per Pirates II: Stagnetti's Revenge
  - 2010 - Candidatura alla Best POV Sex Scene per Jack's POV 12
- AVN Hall of Fame
  - 2016 - Video Branch[11]
- Urban X Awards
  - 2011 - Hall of Fame
- XRCO Award
  - 2007 - Candidatura alla Best Cumback